# أميت خانا
أميت خانا (بالإنجليزية: Amit Khanna)‏ هو كاتب أغاني ومؤلف ومنتج أفلام وشاعر هندي، ولد في 1 مارس 1951 في دلهي في الهند.

## وصلات خارجية
- أميت خانا على موقع IMDb (الإنجليزية)
- أميت خانا على موقع ميوزك برينز (الإنجليزية)
- أميت خانا على موقع قاعدة بيانات الفيلم (الإنجليزية)